# Intensities in 10 Cities
Intensities in 10 Cities es el segundo disco en vivo del guitarrista estadounidense Ted Nugent, lanzado en 1981, conteniendo diez canciones grabadas durante la gira de la banda a finales de 1980. Fue el último álbum de Nugent para Epic Records y el último en incluir al baterista Cliff Davies.
Las 10 ciudades citadas en el nombre del álbum fueron:
- Detroit - Cobo Arena
- Buffalo - Buffalo Memorial Auditorium
- Richfield - Richfield Coliseum
- Toronto - Maple Leaf Gardens
- Montreal - Montreal Forum
- Boston - Boston Garden
- South Yarmouth - Cape Cod Coliseum
- New Haven - New Haven Coliseum
- Pittsburgh - Civic Arena
- Rochester - Rochester Community War Memorial
- Providence - Providence Civic Center

## Lista de canciones
1. "Put Up or Shut Up" - 3:21
2. "Spontaneous Combustion" - 3:53
3. "My Love Is Like a Tire Iron" - 5:48
4. "Jailbait" - 5:15
5. "I Am a Predator" - 3:16
6. "Heads Will Roll" - 4:07
7. "The Flying Lip Lock" - 4:07
8. "Land of a Thousand Dances" - 4:39
9. "The TNT Overture" - 4:31
10. "I Take No Prisoners" - 3:30

## Personal

### Miembros
- Ted Nugent - guitarra, voz
- Charlie Huhn - guitarra, voz
- Dave Kiswiney - bajo
- Cliff Davies - batería